# Rien ni personne
Pour plus de détails, voir Fiche technique et Distribution.
Rien ni personne est un thriller dramatique français réalisé par Gallien Guibert et sorti en 2023,.

## Fiche technique
Sauf indication contraire, les informations mentionnées dans cette section peuvent être confirmées par les bases de données cinématographiques IMDb et Allociné,  présentes dans la section « Liens externes ».
- Titre original : Rien ni personne
- Réalisation : Gallien Guibert
- Scénario : Gallien Guibert, Clément Tuffreau et Jean-Baptiste Delafon
- Musique : Camille Delafon
- Décors : Chloé Cambournac
- Costumes :
- Photographie : Raphaëlle Gosse-Gardet
- Son : Armin Reiland et François Mack-Raiga
- Montage : Arthur Guibert
- Production : Olivier Berne, Alexis Perrin et Gallien Guibert
- Sociétés de production : Rumble Fish Productions, Main Films, Studio Agent Double, Mstream Studios et Cinq sur sync
- Société de distribution : La Vingt-Cinquième Heure
- Budget :
- Pays de production :  France
- Langue originale : français
- Format :
- Genre : Thriller dramatique
- Durée : 82 minutes
- Dates de sortie :
  - Espagne : 10 novembre 2023 (Malaga)
  - France : 28 février 2024

## Distribution
- Paul Hamy : Jean
- Suliane Brahim : Valérie
- Françoise Lebrun : Monique
- Jina Djemba : Nadia, la mère de l'enfant
- Sam Louwyck : Dante
- Foëd Amara : Krimo
- Franc Bruneau : Jérémie
- Spencer Pay : Diva
- Jonas Dinal : José
- Christian Mupondo : l'associé de José
- Margaux Delafon : la fille de l’hôtel
- Alexandre Même Clermont : Mikaël
- Régis Lucas : Régis
- Sami Bouzid : Samy
- Josef Stal : le nazairien
- Abdelkarim Mahour : le balafré
- Kevin Keagninhon : l'associé du balafré